# Il mio non fidanzato per Natale
Il mio non fidanzato per Natale (Hitched for the Holidays) è un film per la televisione del 2012 diretto da Michael Scott ed interpretato da Joseph Lawrence, Emily Hampshire, Linda Darlow, Marilu Henner, Serge Houde.

## Trama
Rob, pubblicitario single, per non deludere la nonna malata, vorrebbe presentarle la donna che sposerà, mentre Julie, critica teatrale, ha bisogno di un partner per tenere buona sua madre, che ha il vizio di ricontattare i suoi ex. I due si accordano per fingere una relazione che soddisfi le rispettive famiglie.